# Jean-Pierre Blaser

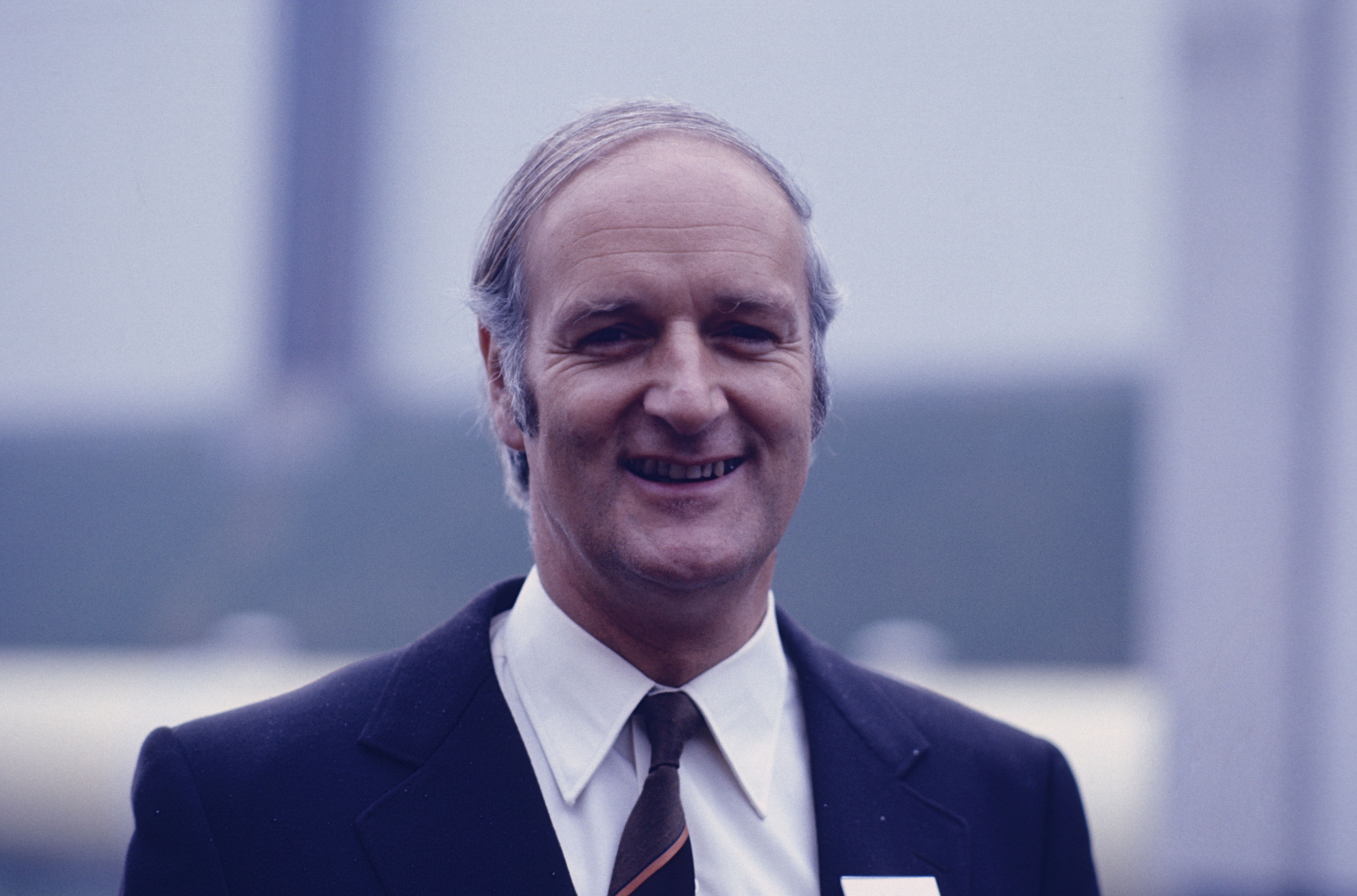
Jean-Pierre Blaser (1972)

Jean-Pierre Blaser (* 25. Februar 1923 in Zürich; † 29. August 2019 in Schneisingen, Aargau) war ein Schweizer Physiker und Hochschullehrer.

## Leben und Werk
Jean-Pierre Blaser war französischer Muttersprache. Sein Vater Edouard Blaser nahm in Zürich eine Stelle als Gymnasiallehrer an. Deshalb wuchs Jean-Pierre in dieser Stadt auf. Er studierte zuerst an der Universität Zürich Chemie und Mathematik, wechselte dann aber an die ETH Zürich für ein Physikstudium und promovierte 1952 bei Paul Scherrer mit einer Dissertation über Protonen-Neutronen-Reaktionen. Es folgte ein Forschungsaufenthalt am Carnegie Institute of Technology, Pittsburgh, USA. 1955 übernahm er die Direktion des Observatoriums Neuchâtel und unterrichtete anschliessend als ausserordentlicher Professor an der Universität Neuenburg Astrophysik. Während dieser Zeit beteiligte er sich an Forschungsarbeiten zur Einführung der auf Atomuhren beruhenden Standardzeit. 1959 wurde er Nachfolger seines Doktorvaters Paul Scherrer als ordentlicher Professor für Experimentalphysik an der ETH Zürich.  Von ihm übernahm er die physikalische Ausbildung von Elektroingenieuren und führte sie für Generationen von ETH-Ingenieuren weiter. Von 1962 bis 1970 leitete er das ETH-Labor für Hochenergiephysik.
Ähnlich wie Scherrer wirkte Blaser in verschiedenen Institutionen und Gremien zur Verbreitung der Kernenergie in der Schweiz mit. Insbesondere wollte er ein neuartiges nationales Zyklotron in Ergänzung zum europäischen CERN bauen lassen, welches auf konzeptionellen Vorarbeiten von Hans Willax beruhte. Auf sein Bestreben hin wurde vom Schweizer Parlament 1968 das Schweizerische Institut für Nuklearforschung SIN gegründet, dessen Direktor er von 1969 bis 1987 war. Während dieser Zeit wurde ein Ringzyklotron zur Protonenbeschleunigung höchster Intensität geplant und verwirklicht. Er förderte die Forschung in Pionen- und Myonenphysik. Speziell wurde unter seiner Führung geladene Teilchenstrahlung zur Krebstherapie bis zur praktischen Anwendung entwickelt. Blaser leitete auch die Zusammenführung des SIN mit dem Eidgenössischen Institut für Reaktorforschung. Daraus entstand 1988 das Paul Scherrer Institut PSI, dessen Direktor Blaser bis zu seiner Emeritierung 1990 war.
Blaser war mit Frauke Kuhlmann verheiratet und hinterlässt zwei Töchter.

## Ehrungen
- Ehrendoktor der Universitäten Lausanne, Fribourg, Neuenburg und Genf
- Ehrenmitglied der Physikalischen Gesellschaft in Zürich
- Präsident (1963–1965) und Ehrenmitglied der Schweizerischen Physikalischen Gesellschaft[7]
- Korrespondierendes Mitglied der Österreichischen Akademie der Wissenschaften (seit 1977)
- Auszeichnung der Schweizer Krebsliga
- Preis der European Organization for Research and Treatment of Cancer (EORTC)
- Ausländisches Mitglied der Royal Society of South Africa
- Mitglied der Academia Europaea (seit 1991)